# Wuhu
Wuhu (cinese: 芜湖; pinyin: Wúhú) è una città con status di prefettura della provincia di Anhui, in Cina.

## Geografia antropica

### Suddivisioni amministrative
La prefettura di Wuhu è a sua volta divisa in 4 distretti e 3 contee.
- Distretto di Sanshan (三山区)
- Distretto di Yijiang (弋江区)
- Distretto di Jinghu (镜湖区)
- Distretto di Jiujiang (鸠江区)
- Contea di Wuhu (芜湖县)
- Contea di Fanchang (繁昌县)
- Contea di Nanling (南陵县)

## Amministrazione

### Gemellaggi
- Kōchi
- Pavia
- Torrejón de Ardoz